# Salem (Virginia Occidentale)
Salem è un comune degli Stati Uniti d'America, nella Contea di Harrison, nello Stato della Virginia Occidentale.
Nel censimento del 2000 contava 2.006 abitanti, passati a 2.040 nel 2007. È sede di un'importante università privata, la Salem International University.